# Cueva Ellison's

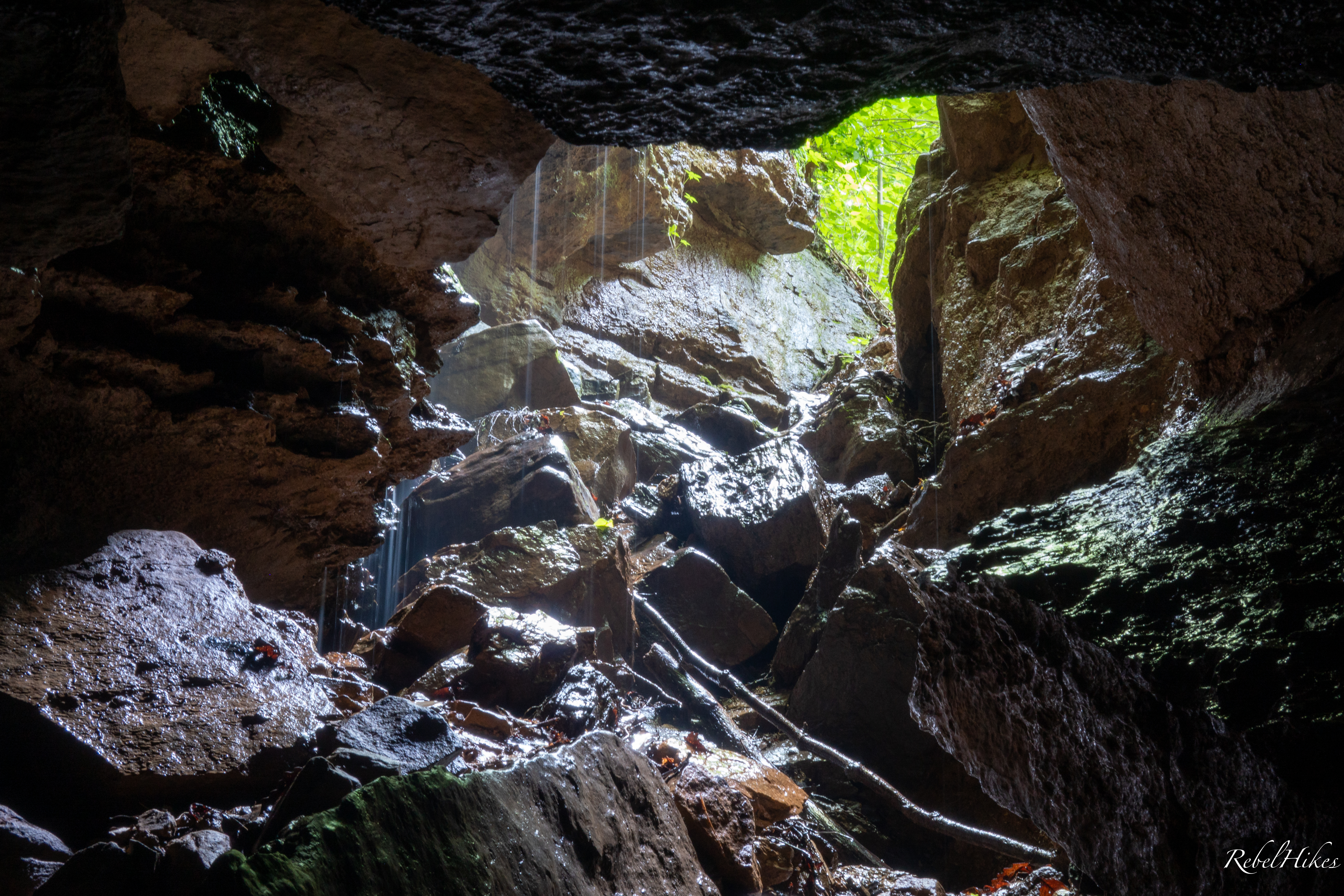

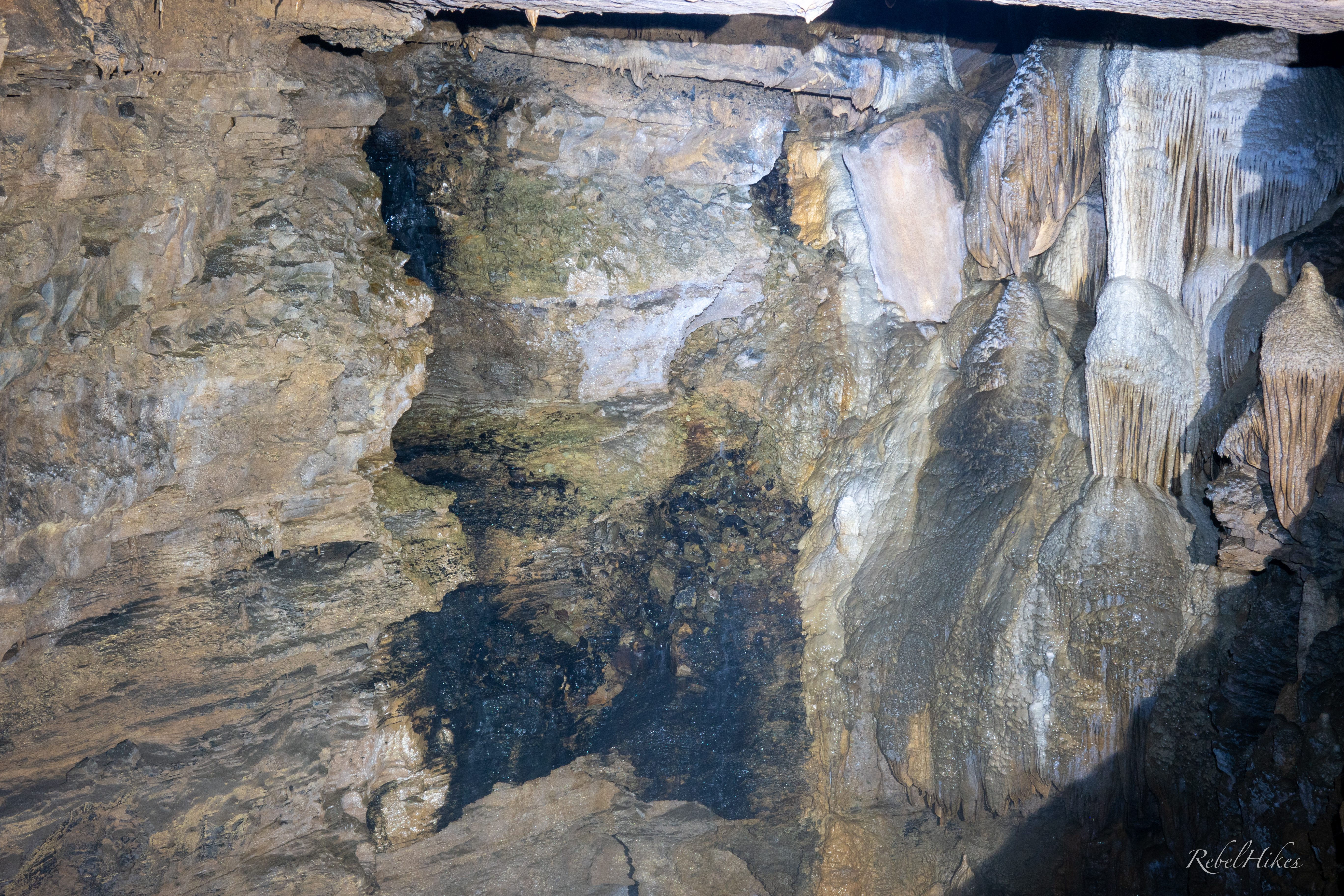

La cueva de Ellison es una cueva situada en el condado de Walker, en Pigeon Mountain, en la meseta de los Apalaches del noroeste de Georgia. Es la duodécima cueva más profunda de los Estados Unidos y cuenta con el pozo más profundo y sin obstrucciones de Estados Unidos continental, llamado Fantastic Pit. La cueva tiene más de 19,31 km de largo y se extiende 324 m verticalmente.

## Fosas
La cueva de Ellison cuenta con varios descensos verticales subterráneos, incluidos los dos pozos más profundos de los Estados Unidos contiguos: Fantástico, de 178 m, e Increíble, de 134 m. Estos dos pozos se encuentran en lados opuestos de la cueva. Cerca y paralelos a Fantastic están Smokey I (152 m), Smokey II (80 m) y otros pozos profundos.  

## Geología
La cueva de Ellison es una cueva de solución de la región geológica de Ridge and Valley, en el noroeste de Georgia, y se encuentra dentro de una falla en el lecho rocoso de Pigeon Mountain. Durante el periodo Ordovícico, la subducción tectónica responsable de la formación de los Apalaches dejó una serie de fallas sísmicamente activas que se extienden desde el norte de Alabama hasta el este de Tennessee. La orogenia continuada creó una gran zona de fallas en el lecho rocoso a lo largo del sur de los Apalaches y el norte de Georgia. Esta fracturación, junto con la proliferación de yeso y caliza, contribuye a la excepcional profundidad de la cueva.

## Incidentes
- 10 de marzo de 1999. Un espeleólogo que escalaba el pozo Increíble se enredó con varias cuerdas y quedó varado a 42 m del suelo de la cueva bajo el agua que caía en el pozo. El incidente causó la muerte por hipotermia.[3][4]
- 12 de febrero de 2011. Dos estudiantes de la Universidad de Florida murieron de hipotermia tras quedar atrapados en una cuerda cerca de una cascada próxima al fondo de un pozo de calentamiento de 38 m. Se informó de que los estudiantes tenían poca experiencia y estaban mal preparados para la cueva.[5]
- 26 de mayo de 2013. Un espeleólogo fue rescatado y hospitalizado tras caer 12 m en la cueva. Se necesitaron 21 horas para evacuar al espeleólogo, incluido el transporte hasta la fosa Fantastic.[6]
- 26 de marzo de 2016. Un hombre de 22 años que sufría agotamiento y frío fue rescatado del fondo de Fantastic Pit tras salir de la parte inferior de la cueva. Tras ser transportado tanto a la Fosa Fantastic como a la Fosa de Calentamiento, pudo bajar la montaña por su propio pie.[7]

## Visitas
La cueva y sus alrededores están gestionados por el Departamento de Recursos Naturales de Georgia y permanecen abiertos todo el año.